# ماسيمو كولومبا
ماسيمو كولومبا (24 أغسطس 1977 في سويسرا - ) هو لاعب كرة قدم سويسري في مركز حراسة المرمى. لعب مع نادي آراو ونادي بازل ونادي غراسهوبر زيوريخ ونادي نوشاتل زاماكس.

## روابط خارجية
- ماسيمو كولومبا على موقع قاعدة بيانات كرة القدم.إي يو (الإنجليزية)
- ماسيمو كولومبا على موقع Soccerway.com (الإنجليزية)
- ماسيمو كولومبا على موقع عالم كرة القدم.نت (الإنجليزية)